# 参乗合体 トランスフォーマーGo!
『参乗合体 トランスフォーマーGo!』（サンジョウガッタイ トランスフォーマーゴウ）とは、トランスフォーマーシリーズの一作であり、タカラトミーが2013年より発売する日本の玩具シリーズ、および日本のOVA作品。トランスフォーマー30周年記念作品。

## 概要
『超ロボット生命体 トランスフォーマー プライム』の続編となる2013年より展開の日本オリジナルシリーズ。プライムのアニメは2013年よりシーズン3『Transformers Prime: Beast Hunters（トランスフォーマー プライム ビーストハンターズ）』が放送されていたが、放送時期が日本語版シーズン2と被っていたため日本では共通の単語を用いた独自の展開となった。
そのためアニメ展開も前述の『Beast Hunters』と大きく異なり、ストーリーや登場キャラクターの状況がプライムとほとんど繋がっていないため、続編というよりプライムから派生した完全オリジナル作品である。
一方プライムの後日談である『トランスフォーマー アドベンチャー』の日本版予告でドリフトがソードボットと思われるなど、全く繋がっていないわけではなくパラレルワールドとして扱われている。
和製トランスフォーマー路線のアニメ作品（日本国内オリジナルアニメ作品路線）は、2005年の『トランスフォーマー ギャラクシーフォース』以来8年ぶりとなる。
玩具の初期シリーズおよび一部は海外『Beast Hunters』のリペイント版を発売。日本オリジナル玩具は「参乗合体」をコンセプトとした3体の組み合わせ合体をメインとしている。

## ストーリー
プロローグ
戦いの舞台をある星へと移し戦いを続けていたオートボットとディセプティコン。ディセプティコン側のショックウェーブは新たなトランスフォーマー「プレダコン」を生み出すが、暴走し脱走。数百体ものプレダコンが宇宙に散り、特にドラゴトロン軍団は宇宙の様々な星を侵略し遂に地球へと辿り着く。プレダコンを追いオートボットとディセプティコンも共に地球に行き、激しい戦いの末レジェンディスクの力によって遂にドラゴトロンたちを地中深くへと封印に成功する。他の宇宙に散ったプレダコンを追うためにオプティマスプライムはソードボット戦士たちを地球に残し旅立っていった。
侍編
富士山から復活したプレダコン四鬼衆は帯刀家に伝わるレジェンディスクを狙う。帯刀勇の怒りにレジェンディスクが反応し、ソードボット・侍チームが現れ撃退する。しかし、止めを刺そうとした瞬間、一瞬であるが戦国時代を垣間み、レジェンディスクが過去にあると知った侍チームと勇はディスクの力で過去にタイムスリップした。
忍編
富士山から復活したプレダコン四鬼衆は名古屋城の金のしゃちほこに隠されたレジェンディスクを狙う。風摩兎飛雄の願いにレジェンディスクが反応し、名古屋城からソードボット・忍チームが現れ撃退する。しかし、止めを刺そうとした瞬間、一瞬であるが戦国時代を垣間見るのであった。

## 登場キャラクター

### オートボット
アニメにはハンターオプティマスプライム、オプティマスエクスプライムのみ登場。
司令官 ハンターオプティマスプライム
声 - 森川智之
赤と青のトレーラートラックから変形するオートボット司令官。ラチェットが開発した対プレダコン用アーマーを装備したハンターモードにパワーアップした。武器はミサイルランチャーのハンターオーピーランチャーとマトリクスセイバーⅡ。
司令官 オプティマスエクスプライム
声 - 森川智之
ハンターオプティマスプライムの新たなる姿。龍型のビーストモードと赤と青の超特急（新幹線）型のビークルモードに変形しさらに連結参乗合体も可能。武器は2本の大剣・ザンゲキ刀。
侍連結参乗合体 ダイケンザン
オプティマスエクスプライムをメインに、胴体にケンザン、下半身にゲキソウマルが連結参乗合体した形態。大参乗奥義は「斬斬！斬撃エクス斬り」。
忍連結参乗合体 ダイゲキソウ
オプティマスエクスプライムをメインに、胴体にゲキソウマル、下半身にケンザンが連結参乗合体した形態。大参乗忍法は「撃撃！撃斬エクス落とし」。
情報員 ハンターバンブルビー
黄色いスポーツカーから変形する情報員。対プレダコンアーマーでハンターモードに強化された姿。武器はニードルアロー。
警備員 ハンターバルクヘッド
緑のSUVから変形する警備員。プレダコンに対抗するためにハンターモードにパワーアップした姿。武器はハンティングソー。敵を倒すたびに勲章が増えることから、ボーンコレクターと呼ばれる。
侍 ハンターホイルジャック
アリタリアカラーのスポーツカーから変形する侍。プレダコンに対抗しハンターモードにパワーアップした姿。オプティマスと共に戦うことを誓う。武器はキャプチャーリングで、刀での戦いはやめている。
エリートガード ハンタースモークスクリーン
トリコロール配色のスポーツカーから変形する戦士。ハンターモードにパワーアップした姿。アグネティック・スモークで相手の視界を奪う。
偵察員 ハンターアーシー
青いバイクから変形する偵察員。ハンターモードにパワーアップした姿。武器はアルクボウガン。

#### ソードボット・侍チーム
対プレダコン特殊部隊「ソードボット・侍（さむらい）チーム」。帯刀家の地下を改造し基地にしている。帯刀勇の持つレジェンディスクの力によって参乗合体する。
侍チーム1号 ケンザン
声 - 興津和幸
緊急二刀流（きんきゅうにとうりゅう）ケンザン。パトカーから変形するソードボット侍チームのリーダー。武器は2本の刀・侍十文字。緊急二刀流の使い手で二刀流の接近戦が得意な若武者。短時間なら空中戦も可能。侍の心得「斬迅巌」で戦う。黒武者ver.にもなれる。
侍チーム2号 ジンブ
声 - 鳥海浩輔
超空長刀流（ちょうくうちょうとうりゅう）ジンブ。ジェット機から変形する戦士。武器は長刀・マッハ刀。超空長刀流の使い手で空中戦闘を得意とし、一撃必殺の剣撃技を出す。ケンザンとは剣のライバル。
侍チーム3号 ガンオウ
声 - 安元洋貴
消防突撃流（しょうぼうとつげきりゅう）ガンオウ。消防車から変形する戦士。武器は大型ヤリ・ドリルラダー。消防突撃流の使い手で怪力の持ち主。
技の参乗合体 ゴウケンザン
ケンザンをメインに、胴体にジンブ、下半身にガンオウが参乗合体した二刀流の形態。参乗奥義は光の刃による「斬斬！斬光十字」で直接・間接攻撃の2パターンがあり、魂の浄化作用がある。
速さの参乗合体 ゴウジンブ
ジンブをメインに、胴体にガンオウ、下半身にケンザンが参乗合体したスピード重視の形態。参乗奥義は雷を纏った長刀の燕返し「迅迅！迅雷返し」。
力の参乗合体 ゴウガンオウ
ガンオウをメインに、胴体にケンザン、下半身にジンブが参乗合体したパワー重視の形態。参乗奥義は巌エネルギーをドリルラダーに集中させ敵を破砕する「巌巌！巌炎爆破」。

#### ソードボット・忍チーム
対プレダコン特殊部隊「ソードボット・忍（しのび）チーム」。名古屋城から復活し、風摩兎飛雄の持つレジェンディスクの力によって参乗合体する。風摩の地下を改造し基地にしている。
忍チーム1号 ゲキソウマル
声 - 関俊彦
地の獅子忍（ちのししにん）ゲキソウマル。ライオンから変形するソードボット・忍チームのリーダー。土遁系の忍術が得意な熱血系忍者。武器は巨大クナイ・百獣シノビクナイと尻尾を変形させた鞭・ビビットビュート。黒獅子ver.にもなれる。
忍チーム2号 ヒショウマル
声 - 阪口大助
風の鷹忍（かぜのたかにん）ヒショウマル。タカから変形するお調子者だが、空中戦で風遁系が得意な戦士。武器は巨大扇・飛翔扇（ひしょうせん）。
忍チーム3号 センスイマル
声 - 間島淳司
水の鮫忍（みずのさめにん）センスイマル。サメから変形する水中戦の得意なクールな戦士。武器は巨大手裏剣・大鰭十字手裏剣（おおびれじゅうじしゅりけん）。地中を水中のように潜ることができる。
陸の参乗合体 ゴウゲキソウ
ゲキソウマルをメインに、胴体にヒショウマル、下半身にセンスイマルが参乗合体した陸の戦いが得意な形態。参乗忍法は「撃撃！撃土獣牙」。
空の参乗合体 ゴウヒショウ
ヒショウマルをメインに、胴体にセンスイマル、下半身にゲキソウマルが参乗合体した形態。参乗忍法は「翔翔！翔風乱舞」。
海の参乗合体 ゴウセンスイ
センスイマルをメインに、胴体にゲキソウマル、下半身にヒショウマルが参乗合体した形態。参乗忍法は「潜潜！潜水烈掌」。

#### 古のソードボット
アニメ未登場。
ソードマスター ゴウプライム
ブラックレジェンディスクの元所有者である古のソードボット。全てのソードボットの師匠。獅子にトランスフォームする。いかなる時空へ行くことも可能であるが、ディスクの影響で長時間の戦闘はできない。その力でハンターオプティマスプライムのスパークを地球に転移させた。

### ディセプティコン
アニメ未登場。
科学参謀 ハンターショックウェーブ
エイリアンタンクから変形するディセプティコン科学参謀。プレダコンに対抗してハンターモードにパワーアップした姿。メガトロンの命令で秘密兵器の研究をしており、プレダコンを誕生させるが、プレダコンは暴走してしまう。
航空参謀 ハンタースタースクリーム
戦闘機から変形するディセプティコン航空参謀。プレダコンに対抗してハンターモードにパワーアップした姿。武器はハンティングクロー。プレダコンを捕獲しメガトロンを倒そうと企む。
情報参謀 ハンターサウンドウェーブ
偵察機から変形する情報収集や解析能力の高い情報参謀。メガトロンを守るためプレダコンアーマーでハンターモードにパワーアップした姿。武器はキャプチャーアンカー。随伴する小型ロボはレーザービークから黒犬型のラヴィッジになった。
闇の看護兵 ハンターラチェット
緑の救急車から変形する元オートボット戦士。ブレダアーマー強化計画のためディセプティコンに潜入したが、捕虜となってダークエネルゴンを注入されてディセプティコン（ハンターモード）に改造されてしまう。オートボットによって救出されるものの・・・。
虚像司令官 ハンターネメシスプライム
黒いトレーラートラックから変形する。ブラックレジェンディスクの影響で地球に召喚された別次元の悪のオプティマスプライム。

### プレダコン
ディセプティコンの科学参謀であるショックウェーブが研究を積み重ねて生み出した凶暴な生物兵器。しかし、生みの親であるディセプティコンに反乱を起こし、数百体が宇宙へ逃亡。その中で、最強のプレダコンであるドラゴトロン軍団は地球に来襲した。
悪鬼大帝 ドラゴトロン
声 - 上田燿司
ドラゴンから変形するプレダコンで最も凶暴なトランスフォーマー。武器はミサイルユニットと剣。次元を超える能力で過去の地球にも出現した記録がある。
究極悪鬼大帝 グレンドラゴトロン
封印から復活し紅蓮の色に変わった究極の姿。レジェンディスクが全部集まる前に復活した。プレダコン四鬼衆と邪龍合体する。

#### プレダコン四鬼衆
グレンドラゴトロンにパワーを与えられたことで巨大化できるようになる。
武闘鬼 ブドーラ
声 - 稲田徹
鬼型ロボからドラゴンに変形するプレダコン四鬼衆の1番手でありリーダー。四鬼衆で最強を誇り、グラップル・ランチャーで敵を切り裂く。ドラゴトロンが目覚めなければ自分が地球を征服すると自信を見せる。
呪縛鬼 ジュドーラ
声 - 伊丸岡篤
鬼型ロボからドラゴンに変形するプレダコン四鬼衆の2番手。オネエ口調で話し、武器は羽から発射するディスク。
怪力鬼 ガイドーラ
声 - 岩崎征実
鬼型ロボからドラゴンに変形するプレダコン四鬼衆の3番手。武器は背中のオーガキャノン。四鬼衆で一番の怪力。
爆速鬼 バクドーラ
声 - 上田燿司
鬼型ロボからドラゴンに変形するプレダコン四鬼衆の4番手。プレダコンで一番のスピードを誇り、武器は相手の生体エネルギーを奪うことができる尾の先のサイフォン・クロウ。ブドーラの命令には絶対服従。

#### 邪鬼軍団
闇の邪気と呼ばれるプレダコン四鬼衆の部下で、プレダコン四鬼衆が近くにあるものを使って実体化させる。それぞれドラゴンから小鬼に変形し、5体合体で邪鬼5体合体 ゴラードラ（オボミナス） / Goradoraとなる。
ドララ
ゴラードラ（オボミナス）に合体する際には胴体に変形する。
バララ
ゴラードラ（オボミナス）に合体する際には右脚に変形する。
ブララ
ゴラードラ（オボミナス）に合体する際には左腕に変形する。
ガララ
ゴラードラ（オボミナス）に合体する際には右腕に変形する。
ジュララ
ゴラードラ（オボミナス）に合体する際には左脚に変形する。
邪鬼5体合体 ゴラードラ
邪鬼軍団5体が邪鬼合体（ブラック邪鬼合体）した姿。やられてもプレダコン四鬼衆の力によって復活することができる。
一見プレダコン四鬼衆によって操られてるように見られるが実はドラゴトロンによってコントロールされている。

### 人間
帯刀勇（たてわき いさみ）
声 - 小松未可子
侍編主人公。レジェンディスクを守護してきた侍の末裔で、剣道が得意な小学5年生の少年。兎飛雄とは知り合い。
風摩兎飛雄（ふうま とびお）
声 - 高垣彩陽
忍編主人公。レジェンディスクを守護する風摩一族の末裔で、スポーツ万能な小学5年生の少年。忍チームからは御館様と呼ばれる。
帯刀石舟祭
声 - 上田燿司
勇の祖父で帯刀流師範代。
飛雄の祖父
飛雄の祖父で風摩一族頭領。
宮本武蔵
二刀流の剣豪。レジェンディスクを持っていたがプレダコンに奪われる。
坂本竜馬
声 - 高山みなみ
少年剣士。黄緑のレジェンディスクを持っているが、自己中心的で、鏡があるから天才剣士になれたと思っていた。
武蔵坊弁慶
声 - 三宅健太
一番大事なものを置いていけと帯刀勇に戦いを挑んだ大男。勇に負け伝説の救世主となる主と認める。
牛若丸
塚原卜伝
風摩小太郎（風間小太郎）
声 - 野島健児
兎飛雄の先祖に当たる風摩一族頭領。兎飛雄に正義の心を問い、兎飛雄を認めディスクを渡す。
猿飛佐助
兎飛雄にレジェンディスクを渡した老忍者。

## 用語
ハンターモード
対ブレダコン用のアーマー「プレダアーマー」をつけた姿。
参乗合体
ソードボットと人間の心が一つになった時に完成する三体合体三変化のシステム。正義の感情が頂点に達した時に「参乗奥義」という一瞬しか使えない必殺技が発動する。しかし、正義の心を失うと合体が強制解除されてしまう。
レジェンディスク
謎のディスク。ビジュアルストーリーでは『トランスフォーマージェネレーションズ』のデータディスクを流用。
ディスクは全部で5枚あり、手に入れたものは全知全能の臣下を得るといわれており、またドラゴトロンが封じられているとも言われる。レジェンディスクの引き合うパワーを利用することによりタイムスリップが可能。
1枚はドラゴトロンが体内に取り込んでおり、赤いディスクは帯刀家で「聖なる鏡」として家宝に、青いディスクは風摩一族が名古屋城の金の鯱に「伝説の鏡」として守っており、緑のディスクは、宮本武蔵、坂本竜馬、武蔵坊弁慶が持っていた鏡、オレンジのディスクは風摩小太郎と猿飛佐助が持っていた鏡。
元々平和利用のために作られたエネルギー集合体であり、安全装置として負のパワーを感じ取るとお互い反発し合い時空を超えて消えてしまう。

## OVA
『てれびくん』および『テレビマガジン』それぞれで展開するアニメ作品。
侍編はてれびくん2013年8月号よりアニメ連載開始。忍編はテレビマガジン2013年9月号より連載開始。

### スタッフ
- 原作 - タカラトミー
- 連載 - 小学館『てれびくん』（侍編）
- 監督・シリーズ構成 - 川瀬敏文
- キャラクターデザイン - 中武学
- 色彩設計 - のぼりはるこ
- 美術監督 - 赤井文尚
- CGディレクター - 吉田裕行
- 撮影監督 - 竹本義人
- 編集 - 奥田浩史
- 音響監督 - 岩浪美和
- 音響効果 - 小山恭正
- 録音スタジオ - ACスタジオ
- 制作担当 - 成田まなみ
- 音楽制作 - DIGITAL SONIC DESIGN
- アニメーション制作 - タツノコプロ
- 製作 - トランスフォーマーGo!製作委員会

### 主題歌
OPテーマ「TRANSFORMERS-Go！」
歌 - 伊勢大貴
EDテーマ「参乗合体!ヒーロー!」
歌 - Voila
侍編第3話、忍編第2話より使用。
なお本編では作詞作曲含めクレジットなし。

### 各話リスト
| 話数 | サブタイトル                     | 絵コンテ | 演出     | 作画監督                       | エフェクト作監 | 収録号                                                   |
| ---- | -------------------------------- | -------- | -------- | ------------------------------ | -------------- | -------------------------------------------------------- |
| 1    | 参乗合体!ソードボット・サムライ! | 山本恵   | 山本恵   | 中武学                         | 橋本敬史       | 2013年8月号 （レジェンドDVD）                            |
| 2    | 追跡!レジェンディスク!           | 山本恵   | 近藤一英 | 小宮山由美子 猿渡聖加 藤田正幸 | 才木康寛       | 2013年9月号 （DVDてれびくん祭りだワッショイ!スペシャル） |
| 3    | 無敵の剣士・坂本竜馬!?           | 川瀬敏文 | 山本恵   | 中武学 柴田健児                | 才木康寛       | 2013年10月号 （ヒーロー・ホビー大集合DVD）               |
| 4    | 対決!武蔵坊弁慶!!                | 川瀬敏文 | 山本恵   | 中武学                         | 才木康寛       | 2013年12月号 （ヒーローフォトがとび出す!!3D DVD）        |
| 5    | 発進!オプティマスエクスプライム! | 川瀬敏文 | 山本恵   | 中武学                         | 才木康寛       | 2014年3月号 （激アツ!ゲーム&ホビーDVD）                  |
| 6    | 決戦!連結参乗合体ダイケンザン    | 川瀬敏文 | 山本恵   | 中武学                         | 才木康寛       | 2014年5月号 （春満開!レジェンドDVD）                     |

| 話数 | サブタイトル                     | 絵コンテ        | 演出       | 作画監督 | エフェクト作監 | 収録号                                            |
| ---- | -------------------------------- | --------------- | ---------- | -------- | -------------- | ------------------------------------------------- |
| 1    | 参乗合体!ソードボット・ニンジャ! | 川瀬敏文        | 山本恵     | 後藤圭佑 | 才木康寛       | 2013年9月号 （ソードボット忍ディスク vol.1）      |
| 2    | 発見!レジェンディスク!           | 山本恵          | 佐々木真哉 | 栗原学   | 才木康寛       | 2013年11月号 （ソードボット忍ディスクVol.2）      |
| 3    | 登場!新たなる戦士!               | 山本恵          | 山本恵     | 中武学   | 才木康寛       | 2014年1月号 （ソードボット忍ディスクVol.3）       |
| 4    | 決戦!連結参乗合体ダイゲキソウ!   | 川瀬敏文 山本恵 | 山本恵     | 中武学   | 才木康寛       | 2014年4月号 （ソードボット忍ディスク ファイナル） |

## 商品ラインナップ
2013年4月27日発売
- G11 ハンターオプティマスプライム
- G12 ドラゴトロン
- G13 ハンターショックウェーブ
- G14 ハンターバンブルビー
- G15 ハンターバルクヘッド
- G16 ハンターホイルジャック
- G17 ハンタースタースクリーム
- G18 ハンターサウンドウェーブ

2013年6月22日発売
- G01 ケンザン
- G02 ジンブ

初回出荷分で一部パーツの組み間違いがありタカラトミーで無償交換に応じている。
- G03 ガンオウ
- G04 ガイドーラ

2013年7月27日発売
- G05 ゲキソウマル
- G06 ハンタースモークスクリーン
- G07 バクドーラ

2013年8月31日発売
- G08 ブドーラ
- G09 邪鬼合体ゴラードラセット
- G10 ヒショウマル
- G19 ハンターラチェット

2013年9月28日発売
- G20 センスイマル
- G21 ジュドーラ

2013年10月26日発売
- G22 ハンターアーシー
- G23 グレンドラゴトロン
- G24 侍チームビークールセット

2013年11月13日発売
- 限定版 ケンザン 黒武者バージョン
- 限定版 ゲキソウマル 黒獅子バージョン

2013年12月発売
- G25 ゴウプライム
- 限定版 ハンターネメシスプライム

2014年1月発売
- G26 オプティマスエクスプライム

## キャンペーン
- シャイニングオプティマスプライムブラスターキャンペーン[9]

雑誌掲載のチケットでシャイニングオプティマスプライムブラスターをプレゼント。
- 侍チーム参乗キャンペーン[10]

ケンザン、ジンブ、ガンオウ購入者にそれぞれ、アームズマイクロン・ザン、ジン、ガンをプレゼント。
- マクドナルドハッピーセット トランスフォーマースペシャルDVD2013

2013年6月22日・23日にハッピーセット購入者配布DVDにPV映像収録。
- 黄金の兜キャンペーン

2013年7月より店頭先着でゴウケンザン用黄金の兜をプレゼント。
- 『参乗合体 トランスフォーマーGo! ソードボット参上!スペシャルDVD』

2013年7月に店頭無料配布のDVD。
- DVD付き『トランスフォーマーGo!大図鑑』

2013年10月に店頭無料配布。
- 限定アームズマイクロン 伍乗合体キャンペーン

2013年11月より各店舗の購入特典として、アームズマイクロン・エクス、セン、ゲキ、ショウ、ゴウをプレゼント。合体させると伍乗合体・伍乗轟電刃、伍乗撃弩砲となる。